# Uko Walles
Uko Walles (* 1593 bei Noordbroek; † 15. Februar 1653 in Sielmönken) war ein niederländischer Bauer und Holzhändler, der vor allem als Vertreter der nach ihm benannten Ukowallisten bekannt wurde.

## Leben und Wirken
Walles stammte aus der niederländischen Region Groningen und war hier Mitglied einer alt-flämischen Täufergemeinde. Die alt-flämischen Gemeinden waren eine im späten 16. Jahrhundert entstandene Richtung innerhalb der niederländisch-norddeutschen Täuferbewegung, die sich gegen eine Vereinigung mit den übrigen Richtungen wie den Friesen oder Waterländern wandte und einen nüchternen und zurückhaltenden Lebenswandel einforderte. Walles stand ganz in dieser Linie und brach im Jahr 1634 schließlich auch mit der übrigen flämischen Richtung und begründete so die separatistische Gruppe der Ukowallisten. Im Januar 1635 führte er ein öffentliches Religionsgespräch mit dem reformierten Pfarrer Theodorus a Lengell in Godlinze. Walles verfügte über gute Bibelkenntnisse und war stark vom englischen Pietismus beeinflusst. In seiner Theologie wich er jedoch zum Teil deutlich von der der übrigen Täufer ab. So vertrat er die Auffassung, dass Judas mit seinem Verrat an Jesus Christus ausschließlich Gottes Plan erfüllt hätte und somit nicht verdammt sei. Walles kam zunehmend in Konflikt mit den übrigen Mennoniten als auch mit den staatlichen Behörden. Im Jahr 1637 wurde Walles schließlich dauerhaft aus Groningen verbannt, woraufhin er nach Ostfriesland auswich. Fünf Jahre später kehrte er nach Groningen zurück und ließ sich als Pächter in Marsum bei Appingedam nieder. Doch schon zwei Jahre später wurde er gestellt und festgenommen. Nach Zahlung von 3000 Reichstalern war der ostfriesische Graf Ulrich II. schließlich bereit ihm einen Schutzbrief auszustellen, so dass Walles erneut nach Ostfriesland ausweichen konnte. Hier pachtete er mit finanzieller Unterstützung seiner Anhänger das frühere Kloster Sielmönken vom Grafen Ulrich und ließ sich hier mit seiner Frau, zwei Söhnen, einer Tochter und einer Magd nieder. In den umgebenden Orten wie in Schoonorth, das bereits früh täuferisch geprägt war, sowie in Hösingwehr, wo Mennoniten bereits im 16. Jahrhundert ein Gemeindehaus etabliert hatten, war es ihm zudem möglich regelmäßig Predigten zu halten. Dennoch blieb es zeitlebens sein Wunsch wieder nach Groningen zurückkehren zu können, was ihm jedoch trotz mehrerer Bittschriften an die Groninger Behörden nicht gestattet wurde. Nach seinem Tod im Jahre 1653 im ostfriesischen Sielmönken wurden seine sterblichen Überreste ins niederländische Woldendorp überführt.
Die von ihm begründete Richtung der Ukowallisten hatte zum Teil auch noch nach seinem Tod Bestand. Die Gemeinden befanden sich im Wesentlichen in Groningen und Ostfriesland. Im ostfriesischen Raum soll es in Emden, Leer, Neustadtgödens, Norden und Oldersum noch eine Zeit ukowallistische Gemeinden gegeben haben. Noch im Januar 1661 stellten die Behörden in Groningen ein Mandat gegen die Ukowallisten aus. Um 1665 scheinen sich die Ukowallisten dann wieder mit den Groninger alt-flämischen Gemeinden zusammengeschlossen zu haben. Dennoch war für ein Teil der alt-flämischen Gemeinden noch bis in das 18. Jahrhundert die Bezeichnung Ukowallisten verbreitet.